# Vnislav Fruvirt
Vnislav Fruvirt (11. července 1923 – 25. října 2020) byl římskokatolický kněz brněnské diecéze, politický vězeň komunistického režimu, kaplan Jeho Svatosti a dlouholetý farář farnosti Brno-Bystrc.

## Život
Otec mu zemřel, když mu bylo sedm let. Vystudoval Klasické gymnázium v Brně a po studiích v kněžském semináři byl 5. července 1947 v Brně vysvěcen na kněze. Jeho prvním působištěm byla Tvarožná. v květnu roku 1952 byl přeložen do Mašovic u Znojma, zde však dlouho nepůsobil. Dne 1. listopadu 1952 byl povolán na prezenční vojenskou službu do Uherského Hradiště.
Dne 13. ledna 1953 ho zatkla tehdejší státní tajná bezpečnost za tzv. protistátní činnost ve Tvarožné. Měl být odsouzen jako organizátor protistátní skupiny. I když se při soudním přelíčení prokázalo, že skupinu neorganizoval, byl označen jako ideologický vůdce skupiny a odsouzen k deseti letům odnětí svobody a zabavení veškerého majetku. Během výkonu trestu prošel věznicemi v Praze-Pankráci, Mladé Boleslavi, Tmavém dole a ve Valdicích. Na svobodu se dostal při amnestii v roce 1960. Po propuštění pracoval v Dopravním podniku města Brna nejdříve jako čistič výhybek, později jako řidič tramvaje.
Do duchovní správy se mohl vrátit až v roce 1966. Nejprve nastoupil jako kaplan na Staré Brno, v listopadu 1967 byl jmenován III. vikářem dómu sv. Petra a Pavla v Brně, kde zůstal až do roku 1973. V květnu 1973 byl přeložen na faru do Brna-Bystrce, kde působil víc než čtyřicet roků jako farář, od srpna 2014 pak jako výpomocný duchovní. Od 15. června 2020 působil jako výpomocný duchovní v Charitním domově Moravec. Zemřel v nemocnici v Novém Městě na Moravě 25. října 2020.

## Veřejné působení
V únoru 1986 ho tehdejší kapitulní vikář brněnské diecéze Ludvík Horký jmenoval soudcem diecézního církevního soudu, kde působí doposud. Dne 15. září 2010 byl jmenován kaplanem Jeho Svatosti s právem užívat před svým jménem čestný titul monsignore (zkratka Mons.).
K jeho devadesátinám mu brněnský biskup Vojtěch Cikrle udělil v červnu 2013 medaili sv. Cyrila a Metoděje jako významné osobnosti brněnské diecéze.